# Стенокардия Принцметала
Стенокарди́я Принцме́тала (синонимы: вариантная стенокардия, спонтанная стенокардия) — редкая разновидность стенокардии, обусловленная спазмом сосудов питающих сердце и сопровождающаяся подъёмом сегмента S-T. Чтобы появилось это состояние, достаточно начальной стадии атеросклероза. У 75 % больных обнаруживаются атеросклеротические бляшки, дающие стойкий стеноз. Характеризуется появлением боли в покое в предутренние или ночные часы.
Вариантная стенокардия может возникать при стабильной стенокардии напряжения. Точная распространённость заболевания неизвестна, но, по-видимому, заболевание возникает довольно редко. Стенокардия Принцметала редко приводит к инфарктам, так как спазм не бывает достаточно длительным.
Во время приступов вариантной стенокардии возникает резко выраженная ишемия (недостаток кровоснабжения) сердечной мышцы. Электрокардиограмма во время такой ишемической атаки напоминает картину, возникающую при остром инфаркте миокарда, но в отличие от последнего, сохраняется очень кратковременно (обычно не более 2-5 мин), после чего картина ЭКГ восстанавливается, принимая первоначальный вид. Как правило, приступ сопровождается интенсивной болью в загрудинной области.
В некоторых случаях во время приступов вариантной стенокардии из-за ишемии нарушается электрическая функция сердца. При этом могут возникать достаточно опасные нарушения ритма сердца, в том числе и смертельно опасные, такие как желудочковая тахикардия.
Достоверно диагностировать это состояние можно проведя Холтеровское (суточное) мониторрирование ЭКГ. При анализе суточной записи у таких пациентов регистрируются (обычно в предутренние часы) характерные изменения ЭКГ в виде резко выраженного кратковременного подъема (элевации) сегмента ST. При совпадении этих изменений ЭКГ с появлением соответствующих жалоб пациента диагноз можно считать доказанным.

## Лечение
При приступе дают сублингвально (под язык) нитроглицерин и нифедипин короткого действия, одновременно поддерживают АД. При учащении приступов возможно применение препаратов длительного действия: нитратов (изосорбид мононитрат) и антагонистов кальция (нифедипин, верапамил, дилтиазем).
Отмечен положительный эффект применения альфа-адреноблокаторов (празозин). Бета-адреноблокаторы не назначают, так как они могут только удлинять приступ вариантной стенокардии. Если стенокардия Принцметала сочетается с тяжелым коронарным атеросклерозом, то возможно хирургическое лечение.
Больным для профилактики инфаркта миокарда показано применение ацетилсалициловой кислоты и других дезагрегантов.

## Прогноз
Долгосрочный прогноз благоприятный. Возможно возникновение спонтанной ремиссии (исчезновения приступов), иногда длящейся годами. У больных в течение 3 месяцев также может возникнуть инфаркт миокарда.

## Эпоним
Впервые заболевание было описано как «вариант формы стенокардии» в 1959 году американским врачом-кардиологом Майроном Принцметалом с соавторами.